# Col·legi de Filosofia
El Col·legi de Filosofia fue un grupo de debates y conferencias de filosofía creado en Barcelona durante la Transición democrática española. Se inspiraba en el modelo del Collège de Philosophie francés (1974) y, sobre todo, en el Collège de Sociologie (1937-1939) de Georges Bataille y Michel Leiris. Se inició en otoño de 1976 a raíz de unos encuentros del psicoanalista lacaniano Antoni Vicens con los filósofos Xavier Rubert de Ventós, Eugenio Trías y el profesor de literatura y traductor Jordi Llovet. El primer curso se realizó en la Centro EINA (1977), para pasar luego al Casal de Sarriá y más tarde a la Casa Elizalde en La Derecha del Ensanche, hasta acabar en el Centro de Cultura Contemporánea de Barcelona, integrado dentro del Institut d'Humanitats.

## Miembros
Tuvo como profesores habituales, aparte de los cuatro fundadores mencionados, Josep Ramoneda, Jaume Casals (introductor de Montaigne),Gerard Vilar, Antoni Marí y Pep Subirós, Pere Lluís Font y Miguel Morey. El grupo, que practicaba una versión irónica del culturalismo noucentista, retomó la tradición sensualista y el pluralismo ético de la tradición de la Escuela de filosofía de Barcelona, que giraba alrededor de Joaquim Xirau durante la Segunda República. Dos discípulos directos de este, Josep Maria Calsamiglia y Jordi Maragall (padre del futuro presidente de la Generalidad de Cataluña y alcalde de Barcelona, Pasqual Maragall), hicieron conferencias en varios momentos del Colegio y otro filósofo formado por Xirau, Alfred Badia Gabarró fue un oyente habitual de los cursos. Las inauguraciones de curso eran auténticos acontecimientos sociales y fueron a cargo de Jordi Pujol (1981), Pasqual Maragall u Oriol Bohigas (1984), entre otros.

## Teoría y práctica
Xavier Rubert de Ventós puede ser considerado el referente último del grupo. El hecho que hubiera sido profesor en la Universidad de Berkeley (1973) y Harvard (1972) le daba un prestigio en aquel momento indiscutido. Tres obras suyas: Teoría de la Sensibilidad (2 vols: 1968,1969), Ensayos sobre el desorden (1976) y De la modernidad (1980), definen los modelos epistemológicos y morales del Colegio. La preocupación por la estética fue también capital en Eugenio Trías, que en aquel momento había publicado Filosofía y carnaval (1973) y El Artista en la ciudad (1976).
A pesar de que cada autor del Col·legi proponía sus propias opciones teóricas, compartieron una opción culturalista radical y fueron sensibles a temas como el liberalismo, el sensualismo, el individualismo, la apuesta por el diseño, el pluralismo y el pensamiento débil, a la vez que mantienen una concepción instrumental y antiesencialista del catalanismo. Se situaron también muy lejos del marxismo que entonces representaba en Barcelona Manuel Sacristán y apostaban por el estructuralismo. Se puede considerar el Col·legi como la versión catalana de la filosofía de la posmodernidad. El ideal político del grupo (barcelonés pero tibiamente catalanista) se encuentra en la teoría de La Cataluña ciudad, de Eugenio Trías. A lo largo de la década del 1990, Xavier Rubert evolucionó hacia el independentismo, mientras Trías aconteció ideólogo del Partido Popular.
Sobre el Col·legi de Filosofia tuvo una gran influencia el llamado nietzscheanismo francés, del cual se hicieron eco Eugenio Trías y Josep Ramoneda; pero también las teorías estéticas de Kierkegaard, Simmel y Kafka. Se reivindicó con una cierta ironía la figura de Eugeni d'Ors sobre el cual se hizo un simposio en el Ateneo Barcelonés en 1986.
Se colaboró con autores como Christian Delacampagne, Jean Baudrillard y Richard Sennet, entre otros. En los años 1979-1982, el Col·legi de Filosofia impulsó la Cátedra Barcelona-Nueva York, para internacionalizar el pensamiento catalán. La revista cultural Saber y la colección «Textos filosòfics», primer gran intento de publicación de los clásicos de la filosofía en lengua catalana, serían iniciativas directas de los miembros de este grupo.
En 2019, el Centro de Cultura Contemporánea de Barcelona organizó un ciclo de conversaciones denominado «Genealogías de pensamiento» con el propósito de actualizar, por medio del diálogo, el legado del Col·legi de Filosofia.

## Cursos significativos
- 1r trimestre de 1977: Teoría del discurso filosófico
- 1r trimestre de 1978: Teoría de las pasiones
- 1r trimestre de 1979: Vigencia de Hegel
- 1r trimestre de 1981: Conocimiento. memoria, invención
- 1982: Filosofía de la cultura; Miguel Morey se incorpora al Colegio sustituyendo Antoni Vicens. Jordi Pujol preside la sesión inaugural.
- 1r trimestre de 1983: Razones y verdad. In memoriam Pep Calsamiglia. Vuelve Toni Vicens y se  incorporan Jaume Casals, Pep Subirós, Gerard Vilar, Antoni Marí, Pere Lluís Font y Jordi Maragall y Noble.
- 1r trimestre de 1985: Frontera y peligro
- 1r trimestre de 1986: De la política
- 1r trimestre de 1987: La tradición. Intervienen por primera vez a los Seminarios Julia Manzano y Mercè Ríes (que colabora con Xavier Rubert de Ventós).
- Primer cuatrimestre de 1988. 11è curso del Col·legi de Filosofia. Se sustituye el curso general por ponencias con contraponentes.
- A partir de 1989 el área de filosofía del Institut d'Humanitats sustituyó al Col·legi.

## Obras derivadas
- Col·legi de filosofia: Maneras de hacer filosofia (1978)
- De l'amor, el desig i altres passions (1980)
- Coneixement, memòria i invenció (1982)
- Frontera i perill (1987; materials del curs de 1985)